# Славјаносербск
Славјаносербск (рус. Славяносербск) или Словјаносербск (укр. Слов'яносербськ), је градић у источној Украјини и центар Славјаносербског рејона у Луганској области. Некад је то био град у саставу Славјаносербије у царској Русији.
Град се од 2014. године налази под контролом Луганске Народне Републике (ЛНР).

## Етимологија имена
Град је добио име по Србима који су се населили у те крајеве Руске Империје за време Катарине Велике и управе Турака и Хабзбурга над српским земљама. Међутим, извесно време (на почетку) се звало и српски шанац Доњецкоје (рус. Донецкое; или Доњецке, укр. Донецьке), између 1784–1817. године.

## Историја
Место су основали 1753. године српски граничари исељеници из аустријске Потиско-поморишке границе. Оно је у то време било у слабо насељеном подручју Харковске губерније. Колонизацију Срба водили су пуковници – руски генерали Јован Хорват и Рајко Прерадовић. Српски насељенички пук је међутим постојао врло кратко, између 1753-1765. године.
Насеље 8. рота (Подгорноје, рус. Подгорное; или Пидгирне, укр. Підгірне) основано такође 1753. године, постало је касније део Славјаносербска. У 8. роти је првобитно била посада 82 граничара, под командом српске официрске породице Сабов. Прво је командовао капетан Стефан Сабов, а којег је наследио син мајор Лазар Сабов. 
Мајор Лазар Сабов је 1761. године саградио у месту православну дрвену цркву посвећену Св. архиђакону Стефану. Храм је освећен 1762. године. Године 1784. додате су цркви три мале бочне капеле. До средине 19. века наводно није постојала основна школа у насељу. Године 1813. у месту је подигнута нова православна камена црква посвећена Св. апостолу Луки. Дошли су 1807. године нови Срби насељеници, њих 101 душа из Никшића у Црној Гори. Нова богомоља је била њима намењена. Ти Срби су променили име насељу Доњецку (рус. Донецк, укр. Донецьк) 1817. године; од тада се зове садашњим именом.
Град Славјаносербск је 1861. године добио свој грб. Ту се понајвише очувало српско национално осећање код већ асимилованих становника. У градићу постоји достојан општински музеј који својим експонатима дочарава време када су Срби дошли на тај простор. Свесни свог порекла грађани Славјаносербска су подигли и споменик генералу Ивану (Јовану) Шевићу, оснивачу насеља.
После Октобарске револуције Славјаносербск је постао седиште рејона у оквиру Луганске области. Седамдесетих година 20. века ту живи око 5.000 становника.
У центру града на тргу испред општине налази се споменик посвећен Србима. Споменик чине три крупне фигуре ратника: Козака (Украјинац), Србина и Руса. Уклесана је горе година насељавања Срба 1753, а испод фугура је текст на три језика. На српском пише: „Нема светијих веза од братских“. Од 2014. године град се налази у саставу самопроглашене Луганске Народне Републике.

## Занимљивости
Славни руски писац Антон Чехов је писао о граду у свом делу „Степа“. А Михаил Љермонтов му је посветио пажњу у свом „Јунаку нашег доба“ – поглављу „Фаталисту“.
- Положај града Славјаносербска на подручју некадашње Славеносрбије и данашње Луганске области